# Mezi dvěma oceány
Mezi dvěma oceány je cestopis z roku 1959 odehrávající se na cestách po Latinské Americe v letech 1947–1950. Tímto dílem uzavírají Jiří Hanzelka a Miroslav Zikmund líčení svých poznatků, zážitků a dobrodružství z cesty po Latinské Americe. Současně tímto dílem zakončují literární zpracování první nepřetržité etapy své cesty kolem světa.